# Nowshahr (shahrestan)
Nowshahr (persiska: شهرستان نوشهر, Shahrestān-e Nowshahr, نوشهر) är en delprovins (shahrestan) i Iran.   Den ligger i provinsen Mazandaran, i den norra delen av landet, 80 km norr om huvudstaden Teheran. Administrativt centrum är staden Nowshahr.
Delprovinsen hade 138 913 invånare 2016.